# Stitch!
Stitch! (Stitch! 2008) er en japansk tegnefilmserie produceret af Madhouse for Walt Disney og vist på Disney Channel Japan. 
Serien fungerer som en spin-off i Disney's Lilo & Stitch-franchise, som i stedet for at foregå i den amerikanske delstat Hawaii foregår på den fiktive ø Ryukyus.
I Danmark er serien blevet sendt som del af Disney Sjov på DR1.
Serien er skabt af Masami Hata og Yasuteru Iwase. De danske episoder er med nogle få undtagelser oversat af Ann Louise Sørensen.

## Danske Stemmer
- Allan Klie
- Amanda Wendel Nielsen
- Amin Jensen
- Anders Bircow
- Bjarke Seitzberg Sørensen
- Daniel Vognstrup Jørgensen
- Helene Wolhardt Moe
- Jesper Helles
- Jette Sievertsen
- Mads Knarreborg
- Malte Milner Find
- Michael Elo
- Michael Hasselflug
- Ole Boisen
- Rasmus Kongsgaard
- Sonny Lahey
- Sophie Larsen
- Stig Rossen
- Thomas Mørk